# فيديريكو سالاس
فيديريكو سالاس (4 سبتمبر 1950 - 28 أبريل 2021) سياسي من بيرو. كان رئيس وزراء بيرو رقم 49 في عام 2000، وكان آخر رئيس وزراء في عهد الرئيس ألبرتو فوجيموري الذي استمر عقدًا من الزمان.

## السيرة الشخصية
ولد فيديريكو سالاس في ليما في 4 سبتمبر 1950. وهو ابن فيديريكو سالاس جيفارا ألاركو وإديث شولتز ماكيافيلو. قضى طفولته في هوانكافيليكا وسافر لاحقًا إلى ليما، حيث قام بدراساته الأولية في مدرسة الدراسات الثانوية.
تزوج في الزفاف الأول مع ليريام سوكار، وأنجب منها 4 أطفال، وفي الزواج الثاني من روزاريو سيربا ماسياس التي أنجب منها ابنة.
بعد وفاة شقيقه تولى إدارة أصوله حتى عام 1973 تم تصدير أراضي عائلته من خلال الإصلاح الزراعي. عاد إلى ليما لدراسة الإدارة في المعهد البيروفي لإدارة الأعمال والتسويق في إسنا. في عام 1993 أنشأ مركز البحث والترويج والتطوير لدعم الحصاد الزراعي.
ترشح لرئاسة بيرو في انتخابات عام 2000 بموجب تذكرة أفانسيموس لكنه خسر أمام الرئيس ألبرتو فوجيموري. في محاولة للتصالح مع المعارضة، عينه الرئيس ألبرتو فوجيموري سالاس رئيسًا للوزراء. خدم بين 28 يوليو و 21 نوفمبر 2000 عندما تمت الإطاحة بفوجيموري من السلطة.
كان عمدة هوانكافيليكا، ثم حاكم منطقة هوانكافيليكا من 1 يناير 2007 حتى 31 ديسمبر 2010.
توفي سالاس في 28 أبريل 2021 من جراء كوفيد 19 عن عمر يناهز 70 عامًا.